# Stormy Daniels
Stormy Daniels (uměleckým jménem přechýleně Stormy Danielsová, občanským jménem Stephanie Gregory Clifford, * 17. března 1979 Baton Rouge, Louisiana) je  americká pornoherečka, režisérka a striptérka, známá také pod pseudonymem Stormy Waters či jen Stormy. Celosvětovou mediální známost mimo pornoprůmysl získala aférou s Donaldem Trumpem. V jejímž důsledku byl Trump v roce 2023 jako první z amerických prezidentů usvědčen z trestného činu.

## Aféra s Donaldem Trumpem
V knize Full Disclosure (Plné odhalení) z roku 2018 Danielsová popsala vztah k podnikateli a politikovi Donaldu Trumpovi. Podle jejího vyjádření se seznámili v červenci 2006 během golfového turnaje známých osobností v nevadském rezortu u jezera Tahoe, kde Trumpa potkala u pornostánku během propagace svých filmů. Prostřednictvím ochranky ji pak měl podnikatel pozvat na večeři do hotelového apartmá, kde došlo k pohlavnímu styku. Trump takovou skutečnost odmítl a pornoherečku označil za podvodnici a vyděračku. V roce 2011 se jí nepodařilo zpeněžit příběh s Trumpem, který nabízela jednomu z časopisů, protože ji podnikatelův právník Michael Cohen pohrozil žalobou.

Před konáním amerických prezidentských voleb 2016, které Trump vyhrál, jí Cohen vyplatil 130 tisíc dolarů, podle právníkova sdělení za mlčenlivost o vztahu s nastupujícím prezidentem. V dohodě o mlčenlivosti, uzavřené jedenáct dnů před volbami, byli Danielsová s Trumpem uvedeni pod pseudonymy Peggy Petersonová a David Dennison. V lednu 2018 na proběhlou platbu upozornil The Wall Street Journal. V roce 2018 se Cohen doznal k vině za platbu. Za porušení pravidel financování volební kampaně a daňové úniky byl odsouzen k tříletému odnětí svobody.
V březnu 2023 byl Trump obviněn velkou porotou manhattanského soudu z trestného činu v souvislosti s utajenou platbou Danielsové z roku 2016 prostřednictvím právníka, kdy vedl volební kampaň. Vzhledem k tomu, že platbu řádně neevidoval, mohl porušit pravidla financování kampaní. Podle CNN čelil více než třiceti dalším bodům obvinění. 30. května 2024 byl Trump porotou shledán vinným ve všech 34 bodech obžaloby.

## Soukromý život
Narodila se roku 1979 jako Stephanie A. Gregoryová v louisianské metropoli Baton Rouge do rodiny Sheily a Billa Gregoryových. V průběhu dětství se rodiče rozvedli a následně vyrůstala s matkou. V roce 1997 ukončila veřejnou střední školu Scotlandville Magnet High School v 
Baton Rouge a zvažovala kariéru novinářky.
Prvním manželem se mezi roky 2003–2005 stal pornoherec Pat Myne. V letech 2007–2009 prožila druhé manželství s Michaelem Mosnym, během něhož byla v červenci 2009 zatčena kvůli obvinění z domácího násilí. V období 2015–2018 byla vdaná za pornoherce Brendona Millera, občanským jménem Glendona Craina, který produkoval část jejích filmů. Do jejich vztahu se už v roce 2011 narodila dcera Caden Crainová. Počtvrté se vdala v prosinci 2022 za pornoherce Russella „Barretta“ Bladea, s nímž žije na floridské farmě.
V roce 2009 zvažovala kandidaturu do amerického senátu za rodnou Louisianu, ale do voleb nezasáhla. Před volbami se profilovala jako republikánka, ačkoli byla jako volička celý předchozí život registrovanou demokratkou. V listopadových volbách 2010 křeslo obhájil republikánský senátor David Vitter. 
V roce 2019 učinila coming out, když se veřejně přihlásila k bisexuální orientaci.

## Filmografie

### Herecká (výběr)
- 2002: Hell on High Heels
- 2002: Band Camp
- 2002: Falling From Grace
- 2003: Island Fever 2
- 2003: Space Nuts
- 2004: Beautiful
- 2005: Camp Cuddly Pines Powertool Massacre
- 2005: Čarodějky z Breastwicku
- 2005: Eternity
- 2006: The Predator
- 2006: Taken
- 2006: Forbidden
- 2006: Zbouchnutá
- 2007: Operation Desert Stormy
- 2007: The One
- 2007: Last Night
- 2007: The Muse
- 2007: The Predator 2
- 2008: The Wicked
- 2008: Bound
- 2008: The Price of Lust
- 2008: The Predator 3
- 2008: Reinvented
- 2009: Operation: Tropical Stormy
- 2009: The Lifestyle
- 2009: Model Behavior
- 2009: Tormented
- 2009: What Went Wrong
- 2009: Sex Lies & Spies
- 2009: Partly Stormy
- 2009: Najít štěstí
- 2010: Sex Therapy
- 2010: Whatever It Takes
- 2010: Life of Riley
- 2010: The Chatroom
- 2010: Souboj s podsvětím
- 2011: The Escort
- 2011: The Fate of Love
- 2011: Sex, Love & Countrystars
- 2012: BLOW
- 2012: Perfect Partner
- 2012: Immortal Love
- 2012: Snatched
- 2012: First Crush
- 2013: Switch
- 2013: Divorcees
- 2013: Rebound
- 2013: Change of Heart
- 2014: At First Sight
- 2014: Nothin' but Trouble
- 2015: Wanted
- 2017: Unbridled
- 2018: Stormy's Secret
- 2020: Bad President
- 2022: Axe2Grind

## Ocenění (výběr)
- 2004: AVN Award: Best New Starlet Award[24]
- 2006: AVN Award – nejlepší herečka ve vedlejší roli – video[25]
- 2006: AVN Award – nejlepší scénář[25]
- 2006: XRCO Award – Mainstream Adult Media Favorite[26]
- 2006: F.A.M.E. Award – Favorite Adult Acto
- 2006: F.A.M.E. Award – Favorite Breasts
- 2007: F.A.M.E. Award – Favorite Breasts
- 2007: AVN Award – Contract Star of the Year
- 2007: AEBN VOD Award – Performer of the Year
- 2008: AVN Award – The Jenna Jameson Crossover Star of the Year
- 2008: XRCO Award – nejlepší režisér (hraný film) (sdílená cena)
- 2008: XRCO Award – Mainstream Adult Media Favorite
- 2008: F.A.M.E. Award – oblíbený režisér
- 2016: XBIZ Award – režisér roku (hraný film) za Wanted[27]

### Síně slávy
- 2007: NightMoves Award – Hall of Fame
- 2014: AVN Award – Hall of Fame[21]
- 2014: XRCO Award – Hall of Fame[28]